# Slogovno pismo
Slogovno pismo ili silabarij je tip fonografskog pisma čija osnovna jedinica, tzv. silabograf, predstavlja slog u jeziku. Slogovnim se pismima smatraju japanske hiragana i katakana, čerokijsko pismo, grčka pisma linear A i linear B te druga.
Slogovna pisma najčešće imaju velik broj grafema, odn. znakova i većinom ne zabilježavaju precizan izgovor riječi, zbog čega je za iščitavanje nekih slogovnih pisama potrebno znanje o jeziku te kontekst zapisanog teksta. Zbog svoje su prirode najpogodnija za jezike čija je slogovna struktura pretežito kombinacija jednog suglasnika i jednog samoglasnika (CV), poput japanskog.
Najstariji su tip pisma koji zabilježava glasove u jeziku, a prvim se cjelovitim silabičkim pismom, prema nekim kriterijima, smatra feničko iz oko 1000. godine pr. Kr.

## Vrste
Tipično se razmatraju dvije vrste slogovnog pisma:
- Pravi silabariji sadrže po jedan grafem za svaki slog koji je moguće proizvesti u jeziku, a u grafemima se ne očituje sličnost u izgovoru (npr. čerokijski ka „Ꭶ” i ki „Ꭹ” ne dijele vizualne elemente koji bi ukazali na to da oba grafema sadržavaju glas /k/).
- Abugide (isprva nazivane neosilabarijima[5]) zapisuju suglasnike s impliciranim samoglasnikom, najčešće glasom /a/. Kod abugida je često moguće dodavati dijakritičke znakove ili na druge načine modificirati grafem kako bi se suglasniku dodijelilo različite samoglasnike. To znači da su grafemi vizualno slični zbog zajedničkog suglasnika (poput znakova pa „ᐸ” i pe „ᐯ” u pismu jezika cree). Takvim se odražavanjem izgovora agubide razlikuju od pravih silabarija, a po nekim se analizama uopće ne ubrajaju u slogovna pisma.[6]

Abdžadi se, premda su katkad (i tradicionalno) nazivani slogovnim pismima, u suvremenoj tipološkoj analizi vode kao zaseban tip pisma koji ne spada ni pod slogovna niti pod abecede.

## Razvoj
Prema teoriji principa jednosmjernog razvoja (engleski: principle of unidirectional development) koju je postavio povjesničar Ignace Jay Gelb, osnivač nauke o pismima, sva se pisma razvijaju na jasno određen način, jednosmjerno i nepovratno. Svako pismo tako mora proći kroz faze logografskog, slogovnog i alfabetskog zapisivanja, te isključivo tim redoslijedom. Pisma stoga, prema Gelbu, nikako ne mogu započeti kao slogovna pisma ili abecede, već moraju kao takva potjecati iz već postojećeg logografskog ili slogovnog pisma. Ta je teorija, međutim, danas neprihvaćena i smatra se neosnovanom. Kako Peter Daniels, Gelbov student i lingvist, ističe, u povijesti je samo jednom posvjedočen razvoj abecede, iz feničkog pisma u grčki alfabet, iz čega nije moguće razviti univerzalno pravilo. Nadalje, postoje jasni primjeri slogovnih pisma nastalih bez logografskih prethodnika, poput Sequoyinog čerokijskog pisma.
Ipak, slogovna su pisma tipično razvijena iz logografskih ili ideografskih pisama. Nastala su iz potrebe za zapisivanjem izgovora riječi, što zbog ulaska tuđica u jezik, što zbog gramatičkih obilježja jezika. Tako je klinasto pismo, tipološki logosilabičko, miješalo logograme, korištene za leksičke morfeme, i silabografe, kojima se zapisivalo gramatičke i vezane morfeme. Kod iberskog pisma je posvjedočena i kombinacija silabičkog i alfabetskog zapisivanja; prekidnici su zapisivani zajedno sa samoglasnicima, dok su neprekidni glasovi i samoglasnici zapisivani odvojeno.